# Gelijkenis van de lamp onder de korenmaat

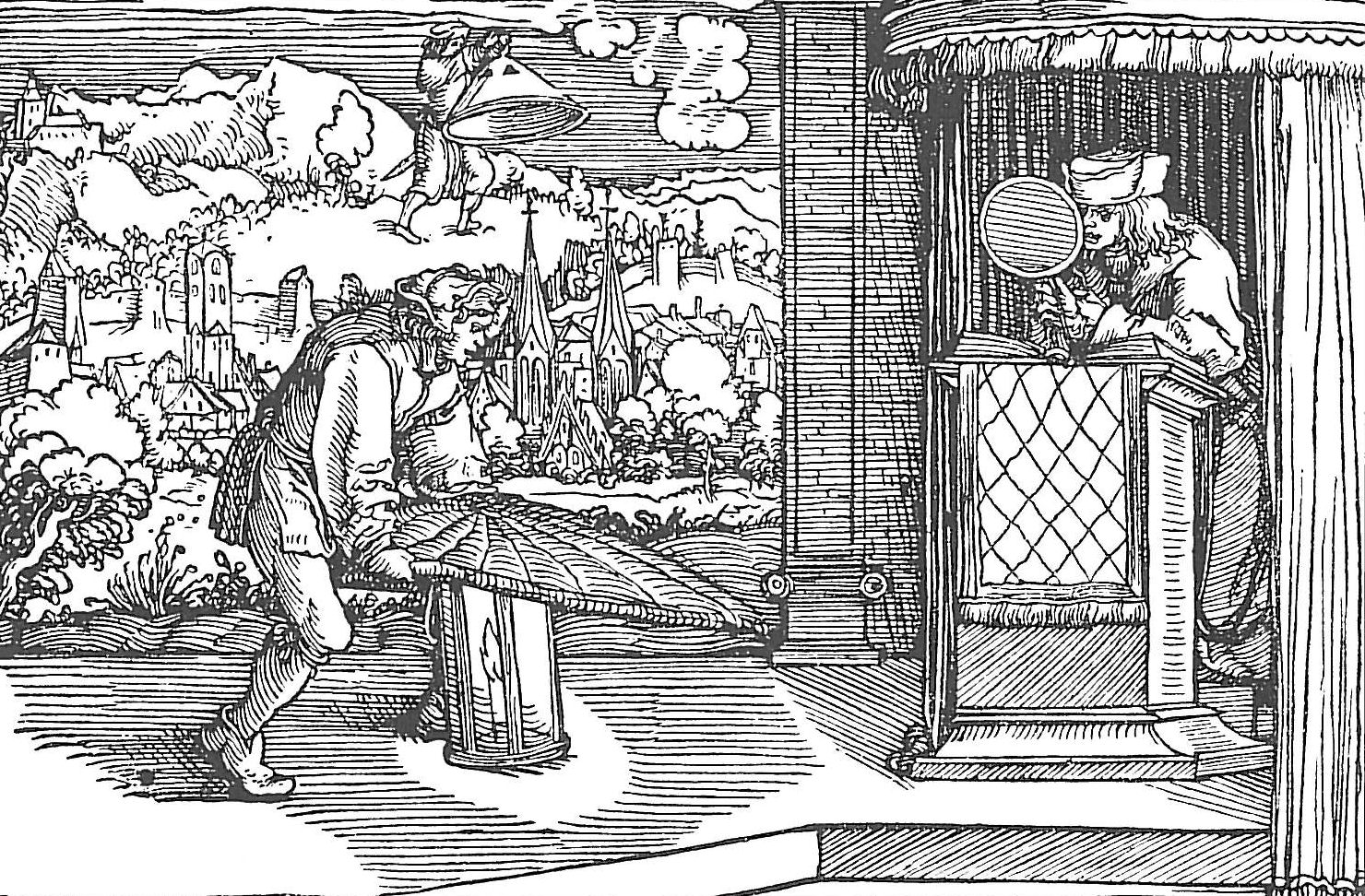
Gelijkenis van de lamp onder de korenmaat

De gelijkenis van de lamp onder de korenmaat is een parabel die volgens Matteüs 5:14-16, Marcus 4:21-22 en Lucas 8:16-17 door Jezus werd verteld.

## Inhoud
Volgens deze evangeliën zei Jezus dat je geen lamp aansteekt om hem onder een korenmaat weg te zetten of onder een vat of bed weg te bergen. Je plaatst hem juist op een standaard, zodat de lamp licht geeft voor iedereen in huis. Zo moesten zijn leerlingen hun licht laten schijnen voor de mensen, zodat zij hun goede daden kunnen zien en eer bewijzen aan hun Vader in de hemel. "Alles wat verborgen is, moet openbaar worden gemaakt, en alles wat geheim is, moet aan het licht komen."
Volgens Lucas 11:33-36 zei Jezus na deze gelijkenis dat het oog de lamp is van het lichaam. "Als je oog helder is, is je hele lichaam verlicht. Maar als het troebel is, verkeert je lichaam in duisternis. Let dus op of het licht dat in je is, niet verduisterd is. Als je hele lichaam verlicht is, zonder dat ook maar een deel in duisternis verkeert, dan is het zo licht als wanneer een lamp je met zijn stralen verlicht."

## Interpretatie in het christendom
De sleutelgedachte van de parabel is: 'Licht moet onthuld worden, niet verborgen'. Het licht wordt vaak geïnterpreteerd als Jezus, zijn boodschap of de reactie van de gelovige op de boodschap.
Een korenmaat was een bak op vier poten, waarin koren bewaard werd. Deze bak stond in de woonkamer. Als je een lamp ergens onder zet (zoals onder een korenmaat) geeft hij weinig licht. Als je de lamp aansteekt, maar daarna afschermt met een korenmaat en dus verbergt, heb je er niks aan. Je moet je geloof (in Jezus) dus niet verbergen, maar verkondigen en in de praktijk brengen als leidraad voor het leven.

## Spreekwoord
'Je licht niet onder de korenmaat zetten' betekent dat je je kennis of vaardigheden niet moet verbergen, maar juist moet laten zien wat je weet en kunt. Volgens Van Dale (2005) kan je licht onder de korenmaat zetten de bijbetekenis hebben 'je kennis voor jezelf willen houden, anderen niet willen helpen'.
In sommige (vooral ambtelijke) kringen is het adagium soms juist 'zet je licht onder de korenmaat'. Dit heeft min of meer dezelfde betekenis als 'je hoofd niet boven het maaiveld uitsteken', uit de zogeheten maaiveldcultuur.

## Doorwerking in de kunst
- Onder de korenmaat - roman van Maarten 't Hart